# Tōru Yoshikawa
Tōru Yoshikawa (jap. 吉川 亨 Yoshikawa Tōru; ur. 13 grudnia 1961) – japoński piłkarz, reprezentant kraju.

## Kariera klubowa
Od 1980 do 1992 roku występował w klubie Hitachi.

## Kariera reprezentacyjna
W reprezentacji Japonii zadebiutował w 1983.

## Statystyki
| Reprezentacja Japonii | Reprezentacja Japonii | Reprezentacja Japonii |
| Rok                   | Mecze                 | Gole                  |
| --------------------- | --------------------- | --------------------- |
| 1983                  | 1                     | 0                     |
| Razem                 | 1                     | 0                     |